# Botallackite
La botallackite è un minerale.